# A Passage of Time
A Passage of Time (en español: Un Pasaje del Tiempo) es un álbum no oficial de la banda británica Pink Floyd, disco doble en vivo, recopilatorio, editado en 2001, que contiene la grabación de la presentación en el Stadio delle Alpi en Turín, Italia, el 13 de septiembre de 1994.

## Lista de canciones

### Disco 1
1. "Astronomy Domine" (4:26), (Barrett) - del álbum: The Piper at the Gates of Dawn (1967)
2. "Learning to Fly" (6:19), (Moore, Ezrin, Gilmour, Carin) - del álbum A Momentary Lapse of Reason (1987)
3. "What Do You Want From Me" (4:13), (Gilmour, Wright, Samson) - del álbum: The Division Bell (1994)
4. "On the Turning Away" (7:15), (Moore, Gilmour) - del álbum: A Momentary Lapse of Reason (1987)
5. "Take It Back" (6:18), (Ezrin, Gilmour, Laird-Clowes, Samson) - del álbum: The Division Bell (1994)
6. "A Great Day For Freedom" (4:36), (Gilmour, Samson) - del álbum: The Division Bell (1994)
7. "Sorrow" (11:05) (Gilmour) - del álbum: A Momentary Lapse of Reason (1987)
8. "Keep Talking" (7:19), (Gilmour, Wright, Samson) - del álbum: The Division Bell (1994)
9. "One of These Days" (8.13), (Gilmour, Mason, Wright, Waters) - del álbum: Meddle (1971)
10. "Shine On You Crazy Diamond (I-VII)" (12:51), (Gilmour, Wright, Waters) - del álbum: Wish You Were Here (1975)

### Disco 2
1. "Breathe" (2:54) (Waters, Gilmour, Wright) - del álbum: The Dark Side of the Moon (1973)
2. "Time" (6:41) (Mason, Waters, Wright, Gilmour) - del álbum: The Dark Side of the Moon (1973)
3. "High Hopes" (7:49) (Gilmour, Samson) - del álbum: The Division Bell (1994)
4. "The Great Gig in the Sky" (5:26) (Wright) - del álbum: The Dark Side of the Moon (1973)
5. "Wish You Were Here" (5:40), (Gilmour, Waters) - del álbum: Wish You Were Here (1975)
6. "Us and Them" (6:29) (Waters, Wright) - del álbum: The Dark Side of the Moon (1973)
7. "Money" (10:07) (Waters) - del álbum: The Dark Side of the Moon (1973)
8. "Another Brick in the Wall, Pt. 2" (7:39) (Waters) - del álbum: The Wall (1979)
9. "Comfortably Numb" (11:04) (Gilmour, Waters) - del álbum: The Wall (1979)
10. "Hey You" (5:11) (Waters) - del álbum: The Wall (1979)
11. "Run Like Hell" (8:41) (Gilmour, Waters) - del álbum: The Wall (1979)

## Músicos
- David Gilmour - guitarras, voces.
- Nick Mason - batería
- Richard Wright - teclados, voces.
- Jon Carin - teclados adicionales, voces.
- Guy Pratt - bajo, voces.
- Gary Wallis - percusión
- Tim Renwick - guitarras, voces.
- Dick Parry - saxofón
- Sam Brown - coros
- Claudia Fontaine - coros
- Durga McBroom - coros

Crédito adicional:
- Roger Waters - compositor de todas las letras del Dark Side Of The Moon, además de haber ideado el concepto del cerdo.